# اوکسانا گریشوک
اوکسانا گریشوک (روسی: Оксана (Паша) Владимировна Грищук؛ زادهٔ ۱۷ مارس ۱۹۷۱) رقصنده روی یخ اهل روسیه است.